# Die schwarze Maske
Die schwarze Maske (Den svarta masken) är en opera i en akt av Krzysztof Penderecki och libretto av tonsättaren och Harry Kupfer efter en pjäs av Gerhart Hauptmann. Operan uruppfördes 15 augusti 1986 i samband med Festspelen i Salzburg.

## Personer
- Silvanus Schuller, borgmästare (Tenor)
- Benigna, hans hustru (Sopran)
- Arabella, en ung mulatt (Sopran)
- Rosa Sacchi, Benignas förtrogna (Mezzosopran)
- Jedidja, Schullers tjänare (Tenor)
- François Tortebrat, hugenott och trädgårdsmästare (Bas
- Daga, kammarjungfru (Sopran)
- Löwel Perl, köpman (Baryton)
- Robert Dedo, abboten av Hohenwaldau (Basbaryton)
- Plebanus Wendt, pastor (Bas)
- Hadank, organist (Tenor)
- Greve Ebbo Hüttenwächter (Bas)
- Grevinnan Laura Hüttenwächter (Alt)
- Schedel, stadsråd (Tenor)
- Doktor Knoblochzer, stadsråd (Tenor)
- Johnson (Talroll)
- En röst (Alt)

## Handling
Bolkenhain i sydvästra Polen, 1662.
Till karnevalen i Bolkenhain 1662 samlas 13 personer till middag hos den rike borgmästaren Schuller, medan pesten härjar utanför. En okänd gäst med svart mask infinner sig och erinrar om det förflutna. Benigna, som numera är Schullers hustru, har en gång i tiden haft en kärleksförbindelse med slaven Johnson i Amsterdam. Deras dotter Arabella är nu tjänsteflicka hos Schuller. Johnson tvingade sin älskarinna att gifta sig med den rike slavhandlaren Geldern och utsatte henne för utpressning tills maken omkom under mystiska omständigheter. Det visar sig snart att alla närvarande handlar brottsligt och att den dödsbringande hämnaren Johnson döljer sig bakom masken.